# Faimingen (Adelsgeschlecht)
Unter dem Namen Faimingen erscheinen im Zeitverlauf zwei edelfreie bayerische Adelsgeschlechter. Sie nannten sich nach einer Burg im Dorf Faimingen, das heute als Stadtteil von Lauingen zum Landkreis Dillingen an der Donau in Bayern gehört.

## Die ursprünglichen Edelherren von Faimingen
Die ursprünglichen Herren von Faimingen waren spätestens in der zweiten Hälfte des 12. Jahrhunderts im Besitz des Ortes Faimingen. Sie erbauten eine Burg, von der heute nur noch geringe Reste vorhanden sind. Ein Diemo von Faimingen war Inhaber der Vogtei des Klosters Echenbrunn. Waltherus dominus de Vaiming war 1220 und 1227 Zeuge für den Grafen von Dillingen. Walther (II.) miles de Vaiming erscheint 1255, als er eine Schenkung seines Ritters Wortwin an das Kloster Kaisheim gestattete. 1269 nannte er sich Sohn des Ulrich von Faimingen. Letzterer war mit Haedwigis verheiratet. Walther II. stiftete am 2. Mai 1260 das Kloster Obermedlingen, ein Frauenkloster des Dominikanerorden. Waltherus (II.) de Vaiming et Hainricus Spaet verkauften 1272 ihren Hof zu Birkach bei Lauingen an das Kloster Kaisheim. Walther II. war verheiratet in erster Ehe mit Adelhaid von Gundelfingen und in zweiter Ehe mit Adelhaid von Valckenstein. Seine Erbtochter Adelhaid von Faimingen war verheiratet mit Heinrich Späth von Steinhart (siehe unten).
Das Wappen der ursprünglichen Edelherren von Faimingen war im Zinnenschnitt schräggeteilt. Das schildförmige Siegel Walthers II. von 1260 zeigt eine durch den ganzen Schild gehende schräge Schachierung, die nicht als Wappenelement, sondern als Damaszierung anzusehen ist.

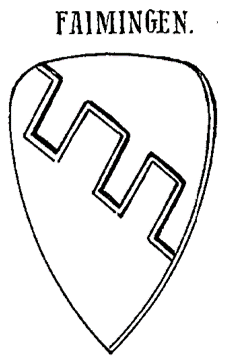
Wappen derer von Faimingen

## Die Edelherren Spät von Steinhart und Faimingen
Der mit der Erbtochter Adelhaid von Faimingen verheiratete Heinrich Spät von Steinhart nannte sich ab 1267 nach dem Faimingen-Erbe „Spät von Faimingen“ (vir nobilis Heynricus dictus Speto senior de Steynenhart olim, nunc autem de Veymingen). Seine Familie stammte von Burg Steinhart und erscheint mit Marquard Spet de Steinenhart bereits im Jahr 1120. Weitere frühere Familienmitglieder waren Bertholdus Späth, nobilis de Steinhart (urkundl. 1130), Heinrich Spet (urkundl. 1167) und Bertold Spet (urkundl. 1180–1183). 1275 erscheint Heinrich als Heinricus nobilis Spaet. 1281 schenkte er dem Kloster Obermedlingen einen Hof zu Riethusen. Als Dominus Spaeto, nobilis de Vaimingen bestätigte er 1288 eine Schenkung von Gütern in Schretzheim, die sein Sohn Rudolf dem Kloster Mödingen gemacht hatte. Chunrad junior Spaeto, der junge Spät, auch Cunradus de Steinhart (1289), jüngerer Bruder von Heinrich, übergab 1290 dem Frauenaltar auf dem Chor zu Augsburg einen Hof zu Altheim. Heinrich Spät von Faimingen verkaufte 1303 mit Willen seines Sohnes Hermann Grundbesitz an das Kloster Mödlingen. Conrad Spät von Turnegge erscheint 1303 und gab 1313 seiner Wirtin Agnes zur vollen Widerlegung nachträglich seine Mühle genannt Egermühle. 1313 erscheint auch Heinrichs Sohn Hermann Spät, der Faimingen und Steinhart besaß. Sein Bruder war Friedrich I. Spät von Faimingen († 1331), 1291 Domherr zu Augsburg, 1309–1331 Bischof von Augsburg. Hermanns Tochter Margareta (urkundl. bis 1378) heiratete Pfalzgraf Konrad der Scheerer († 1376) aus dem Geschlecht derer von Tübingen. Hermanns Sohn Friedrich der junge Spät war 1331 Domherr zu Augsburg, starb aber vor dem Vater. Berthold V. von Neuffen, Graf von Graisbach und Marstetten, bewilligte 1337 seinem lieben Schwager Hermann Spät von Faimingen seine Graisbachschen Lehen auf Söhne und Töchter zu verteilen. Herr Heinrich von Faimingen war 1340 Sangmeister zu Bamberg. 1344 erscheinen noch ein Herr Heinrich der Spät und ein Ulrich Spät. Kurz danach erlosch die Familie im Mannesstamm.
Das alte Erbwappen der Spät von Steinhart zeigte zwei senkrecht gestellte abgekehrte Sicheln (siehe Abb. Wappenvarianten Nr. 1). Nach dem Erwerb von Faimingen führte Heinrich Spät einen schräggeteilten Schild (siehe Nrn. 2–4 mit verschiedenen Damaszierungen des oberen Feldes). Der Überlieferung war der Schild von Gold und Schwarz schräg geteilt. Auf dem Helm zwei nach links gekehrte Steinbockhörner, das vordere golden, das andere schwarz. Die Helmdecken sind schwarz-golden.

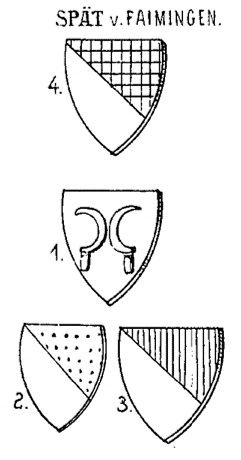
Wappenvarianten der Spät von Faimingen mit verschiedenen Damaszierungen des oberen Feldes
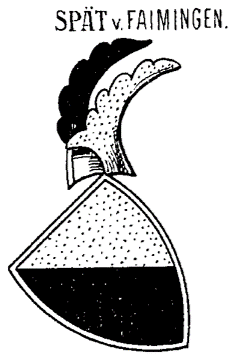
Wappen der Spät von Faimingen
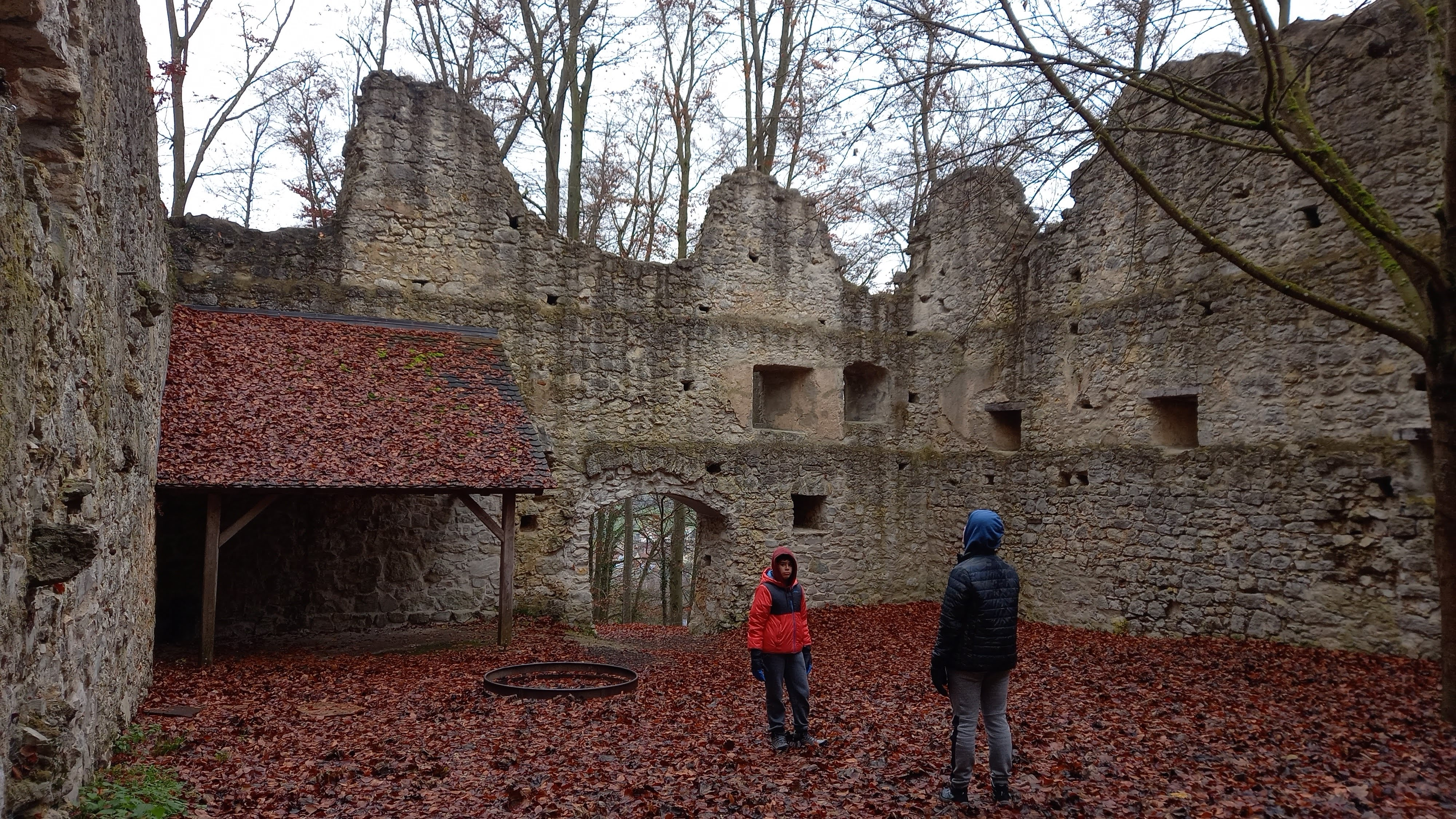
Burgruine Steinhart
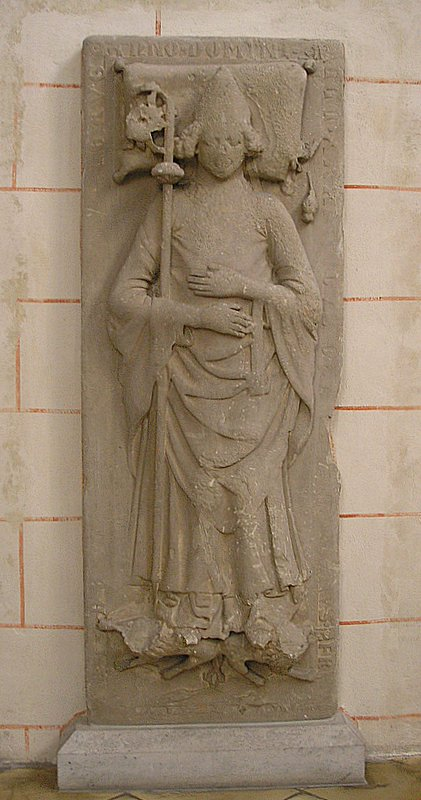
Bischofsgrabmal des Friedrich I. Spät von Faimingen im Augsburger Dom